# Försvarsutbildarnas förtjänstmedalj
Försvarsutbildarnas förtjänstmedalj är en belöningsmedalj som delas ut av Försvarsutbildarna för flerårigt arbete och personliga insatser inom Försvarsutbildarna. Den finns i graderna guld (FöutbGM) och silver (FöutbSM).

## Historia
Försvarsutbildarnas förtjänstmedalj som då hette den Sveriges landstormsföreningars centralförbunds förtjänstmedalj (LandstGM/SM) fick sitt gillande och stadfästande av kung Gustav V den 13 januari 1922. I samband med förbundets namnbyte 1943 fick medaljen namnet Centralförbundets för befälsutbildning förtjänstmedalj (CFBGM/SM) som gällde fram till 2006 då den fick sin nuvarande titel.

## Kriterier
Förtjänstmedaljen delas ut till både svenska och utländska medborgare som har genomfört ett "förtjänstfullt arbete och goda personliga insatser inom Försvarsutbildarnas verksamhetsområde". För att tilldelas FöutbSM krävs i regel tio år av förtjänstfullt arbete och 20 år för FöutbGM.

## Utformning
Medaljen är av åttonde storleken och är försedd med en kunglig krona. På åtsidan syns porträtt av HM Konungen och på frånsidan finns Försvarsutbildarnas vapen. Guldmedaljen präglas i oxiderat förgyllt kontrollerat silver och silvermedaljen i oxiderat kontrollerat silver. 

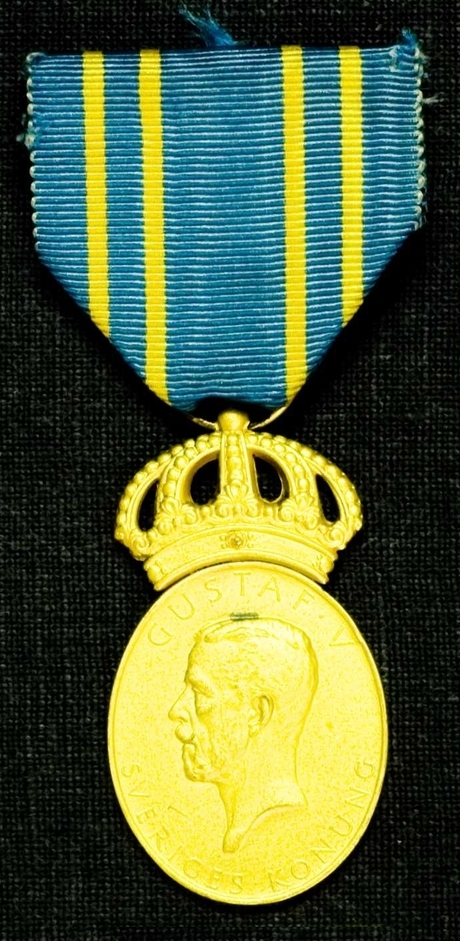
Guldmedalj, åtsida.
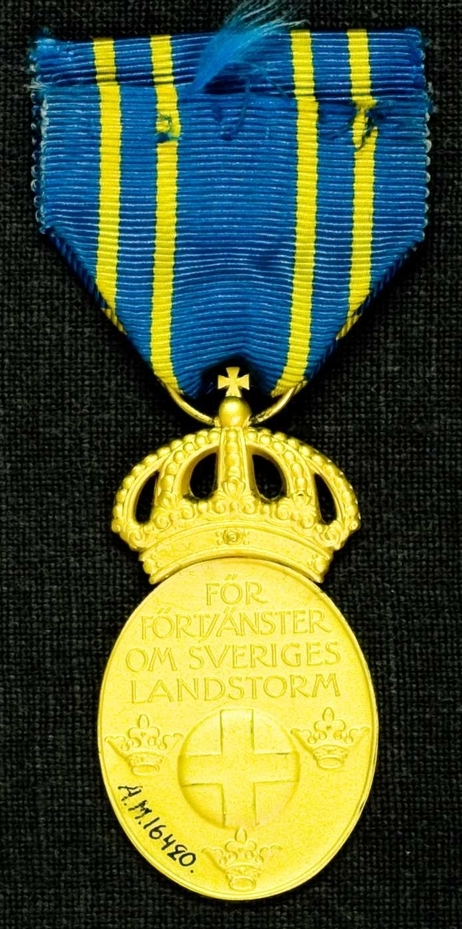
Guldmedalj, frånsida.

## Mottagare i urval

### Förtjänstmedaljen i guld
- Överste Carol Bennedich.
- Generallöjtnant Nils Björk.
- General, greve Carl August Ehrensvärd.
- Överste Folke Francke.
- General Curt Göransson.
- Överste 1. graden Nils-Fredric Hægerström.
- Generallöjtnant Folke Högberg.
- General Helge Jung.
- Direktören Carl Olof Kolmodin.
- Generalmajor Robert Lugn.
- Överste Erik Sellin.
- Generallöjtnant Helge Söderbom.
- Generallöjtnant Erik Testrup.

### Förtjänstmedaljen i silver
- Överste Carl-Oscar Agell.
- General Carl Eric Almgren.
- Generalmajor Gunnar Berggren.
- Generallöjtnant Fale Burman.
- Generallöjtnant Bert Carpelan.
- Ambassadören Carl-George Crafoord.
- Riksdagsmannen James Dickson.
- Överstelöjtnant Bengt Fredman.
- Generalmajor Gottfried Hain.
- Överste Folke Haquinius.
- Generalmajor Carl von Horn.
- Generalmajor Per Kellin.
- Generallöjtnant Rudolf Kolmodin.
- Generallöjtnant Hilding Kring.
- Generallöjtnant Henrik Lange.
- Överste Gunnar Levenius.
- Generallöjtnant Nils Personne.
- Överste Göran Schildt.
- Överstelöjtnant Carl Schoug.
- Överste Nils Söderberg.
- Generallöjtnant Viking Tamm.
- Överste Sven Thofelt.
- Generallöjtnant, friherre Samuel Åkerhielm.
- Kadett Joel Martinsson